# HMS Slite (V06)
HMS Slite (V06) var en svensk motortorpedbåt med nummer (T48) som senare byggdes om till vedettbåt åren 1982–1983 och fick då namnet Slite. Hon byggdes ursprungligen av Kockums och togs i bruk år 1958.